# Vidonjärvi
Vidonjärvi kallas de båda sjöarna Nevajärvi och Kangasjärvi, som ligger i kommunen Karleby i landskapet Mellersta Österbotten.